# Ogablick
Ogablick (Dialekt für Augenblick) ist der Name eines österreichischen Filmteams.

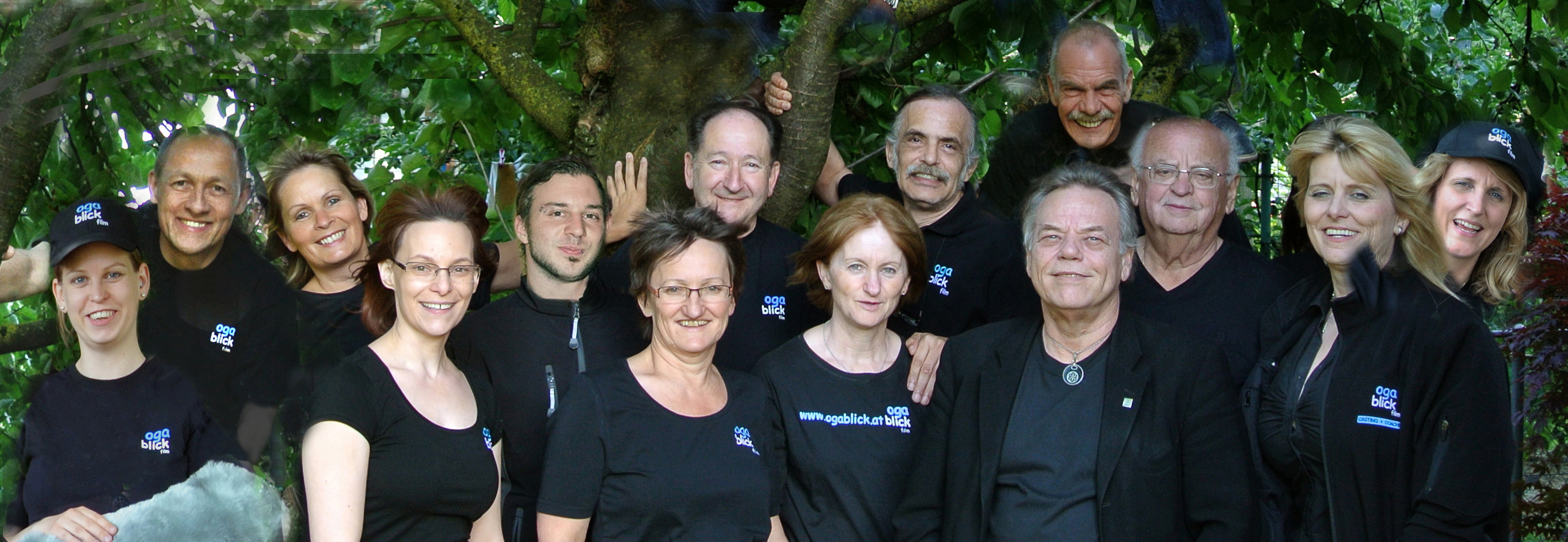
Das „ogablick“-Filmteam 2015

## Überblick
Das Team hat sich dem nicht kommerziellen Kurzfilm im Vorarlberger Dialekt verschrieben. Heute gilt das Team als ein wichtiger Vertreter des Vorarlberger Dialektfilms. Es gewann Preise bei nationalen und internationalen Festivals und Wettbewerben, bis hin zu Bronze bei der Weltmeisterschaft des nicht kommerziellen Films (Union Internationale du Cinéma [UNICA]).

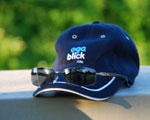
Logo von ogablick

## Geschichte
Ogablick wurde 2007 in Vorarlberg, Österreich gegründet. Begonnen hat die Geschichte 2005 mit den beiden Filmemachern Wolfgang Tschallener aus Klaus und Werner Fischer aus Rankweil, die gemeinsam die ersten Filmideen verwirklichten. In der Zwischenzeit zählt das Filmteam 15 aktive Mitarbeiter. Dort fanden sich filmbegeisterte Amateure zusammen, um gemeinsam Filme auf professionellem Niveau zu drehen. Von der Idee bis zum Drehbuch und Storyboard, von den Dreharbeiten bis zum fertigen Schnitt und Synchronisation bis hin zur eigenen Filmmusik stammt alles aus eigener Feder. 2005 wurden diverse ogablick-Filme im TV-Sender Bayern Alpha (Videowelten) und den regionalen Kabel-TV-Sendern RTV, RKK und 3S gezeigt. 2011 entstand mit „Salzigs Wasser“ ein 63-minütiger Spielfilm im Vorarlberger Dialekt, der von Träumen und Zielen und mit deren Umgang erzählt. Nach vier Jahren Dreharbeiten und Postproduktion fand die Premiere im „Winzersaal“ in Klaus vor großem Publikum statt. 2015 wurde der 2. Spielfilm „Der Fremde“ dem zahlreich erschienenen Publikum in Klaus präsentiert. 2015 veränderte sich die Struktur von ogablick in seinen Grundzügen. Werner Fischer zog sich aus dem Team zurück. Geführt wird das Team nun von Wolfgang Tschallener, Ruth Summer und Angelika Frick. 2016 war „Der Fremde“ unter anderem auch in der Kinothek in Lustenau zu sehen. In den zehn Jahren seit der Gründung wurden von ogablick 35 Kurz-, Animations- und Spielfilme im Vorarlberger Dialekt realisiert.

## Erfolge (Auswahl)
- Das ogablick-Filmteam wurde seit 2007 mehrmals „Vorarlberger Landesmeister“.[2]
- 2007  mit Schräge Vögel als Filmemacher
- Große Goldene Diana/Kloppeinersee, Kärnten
- Teilnahme als erster Vorarlberger Film bei der UNICA
- Goldener Delphin Engerwitzdorf, Oberösterreich
- 2010 – Mit Muttertag
- Bronzemedaille bei der UNICA in Einsiedeln/CH
- Goldener Spaten VGP Liechtenstein für den humorvollsten Film
- 2011 – Mit The Picnic
- Bronzemedaille bei der UNICA in Luxemburg,
- Sonderdiplom für Schräge Vögel feiern Weihnachten
- 2012 – Mit Der Teamfilm
- Goldener Spaten VGP Liechtenstein für den humorvollsten Film
- Spielfilm "Salzigs Wasser" im Kino in Kaltern/Südtirol
- Sonderdiplom UNICA in Russe/Bulgarien
- 2013 – Aniell "Goldener Spaten" 19. Videograndprix Liechtenstein – Bester Film des Festivals
- 2014 – "Sperrstunde" wurde unter die "Best of 2014" der österr. Filmautoren aufgenommen und in den Breitenseer Lichtspiele in Wien vorgeführt.
- 2016 – Spielfilm "Der Fremde" in der Kinothek in Lustenau

Zudem erhielt die Crew zahlreiche Auszeichnungen für Regie, Schnitt, Beste Darsteller, Bester Österreichischer Film des Festivals, Humorvollster Film, Beste Idee uvm.